# Rudegölen, Småland
Rudegölen är en sjö i Tingsryds kommun i Småland och ingår i Bräkneåns huvudavrinningsområde.